# Uracanthus perthensis
Uracanthus perthensis là một loài bọ cánh cứng trong họ Cerambycidae.